# Le Nabout twist
EPs par Claude François
Belles ! Belles ! Belles !
(octobre 1962)
Le Nabout twist est le premier morceau enregistré par Claude François dans deux versions différentes (l'une franco-arabe, l'autre française) et publié, sous le surnom de « Kôkô », au format super 45 tours, en mars 1962 chez Fontana Records.

## Autour de la chanson
Première chanson de Claude François, Le Nabout twist est enregistré sous deux versions différentes : la première est une version franco-arabe, où dans un couplet Claude François évoque Johnny Hallyday ; dans la seconde dite version française, au cours du même couplet il cite Elvis Presley.
«  On prétend que le twist est américain

Ne croyez pas ça car il n'en est rien

Bien avant le twist le nabout existait

On n'a pas attendu Johnny Hallyday/Elvis Presley »
Le nom de Claude François n'apparait pas sur le recto de la pochette, sur laquelle on peut lire « créé par le fameux Kôkô » ; au verso il est crédité (Cl. François), comme auteur-compositeur du titre.
Selon le site Encyclopédisque, « Claude François racontait lui-même qu’il avait collé partout des affiches sur la Côte d’Azur pour faire la promotion de son disque mais en ayant fait une grave erreur commerciale car il n’avait pas indiqué de quoi il s’agissait. Tout le monde qui a vu cette affiche croyait que c’était une boîte de nuit ».
Nicole Croisille et Hugues Aufray contribuent aux chœurs.

## Liste des titres
| 1. | Le Nabout twist                                   | Claude François                             | 2:21 |
| 2. | Ne t'en fais pas mon vieux (A Little Bit of Soap) | Bert Russell, André Salvet, Richard Anthony | 2:35 |

| 3. | Ali Baba Twist              | Bob Azzam, Fred Adison, Joe Stupin | 2:22 |
| 4. | Un clair de lune à Maubeuge | Claude Blondy, Pierre Perrin       | 2:18 |

## Réception
Ce « twist arabe » avec moins de 4 000 exemplaires vendus, a été un échec commercial, et fut retiré de la circulation en France, malgré son succès en Afrique.